# HMS Witherington (D76)
El HMS Witherington fue un destructor de la clase W modificado por el Almirantazgo británico y construido para la Marina Real Británica. Fue uno de los cuatro destructores encargados en abril de 1918 a James Samuel White & Co Ltd. en virtud de la 14.ª Orden de Destructores del Programa de Guerra de Emergencia de 1917-18. Fue el primer buque de la Marina Real Británica en llevar este nombre.
La ciudad de Durham adoptó el HMS Witherington luego de una exitosa campaña de ahorro nacional durante la Semana de los Buques de Guerra en febrero de 1942.

## Hundimiento
El Witherington fue dado de baja y puesto en reserva después del Día de la Victoria en Europa. Fue incluido en la lista de desguaces después del Día de la Victoria sobre Japón. El 20 de marzo de 1947 fue vendido a Metal Industries para su desguace. El 29 de abril, mientras era remolcado al astillero de desguace de Charlestown, cerca de Rosyth, se desprendió del remolque y naufragó frente a la desembocadura del río Tyne en medio de un vendaval.